# Limeil-Brévannes
Limeil-Brévannes est une commune française située dans le sud-est du département du Val-de-Marne en région Île-de-France.
Ses habitants sont appelés les Brévannais.

## Géographie

### Situation
La commune est située au sud-est de Paris à 16 km de Notre-Dame de Paris.
| Créteil  | Bonneuil-sur-Marne |                    |
| Valenton | Limeil-Brévannes   | Boissy-Saint-Léger |
|          | Yerres (Essonne)   | Villecresnes       |

### Voies de communication et transports

#### Voies routières
La commune est traversée par les routes nationales 19 et 406 ainsi que par les départementales 101, 136, 204, 205, 229.

#### Transports en commun

##### Bus et RER
La ville est reliée par les lignes du réseau de bus Marne et Seine (427, 428, 429, 430) à la gare de Boissy-Saint-Léger du RER A, aux gares de Créteil-Pompadour et de Villeneuve-Saint-Georges du RER D et la station de métro Pointe du Lac de la ligne 8 du métro parisien.
La ville est aussi reliée au sud du département, à la ville de Brie-Comte-Robert en Seine-et-Marne et à la gare de Sucy - Bonneuil du RER A via les lignes 435 et 451 du réseau de bus Marne et Seine et la ligne 23 du réseau de bus Pays Briard au niveau de l'arrêt de bus repos de la Montagne.

##### Le Câble 1, est en cours de réalisation et sera fonctionnel fin 2025.
Le Câble 1, est le 1er transport urbain par câble d’Île-de-France et viendra compléter l’offre de transport du réseau francilien à l’horizon 2025. À sa mise en service, le Câble C1 reliera directement les villes de Villeneuve-Saint-Georges, Limeil-Brévannes et Valenton au Métro 8 Créteil – Pointe du Lac. Ce mode de transport attractif et innovant apportera une réponse concrète aux difficultés quotidiennes de déplacement des habitants de ces villes du Val-de-Marne.
Il permettra de connecter le territoire au cœur du département, à ses grands équipements (universités, hôpitaux, etc.) ainsi qu’au reste de la région Île-de-France, et de relier les quartiers densément peuplés au terminus du Métro 8 et à l’ensemble des bus en correspondance avec les futures stations.

### Climat
Pour des articles plus généraux, voir Climat de l'Île-de-France et Climat du Val-de-Marne.
En 2010, le climat de la commune est de type climat océanique dégradé des plaines du Centre et du Nord, selon une étude du CNRS s'appuyant sur une série de données couvrant la période 1971-2000. En 2020, Météo-France publie une typologie des climats de la France métropolitaine dans laquelle la commune est exposée à un climat océanique altéré et est dans la région climatique Sud-ouest du bassin Parisien, caractérisée par une faible pluviométrie, notamment au printemps (120 à 150 mm) et un hiver froid (3,5 °C).
Pour la période 1971-2000, la température annuelle moyenne est de 11,7 °C, avec une amplitude thermique annuelle de 15,2 °C. Le cumul annuel moyen de précipitations est de 663 mm, avec 10,6 jours de précipitations en janvier et 7,8 jours en juillet. Pour la période 1991-2020, la température moyenne annuelle observée sur la station météorologique installée sur la commune est de 12,5 °C et le cumul annuel moyen de précipitations est de 656,1 mm,. Pour l'avenir, les paramètres climatiques de la commune estimés pour 2050 selon différents scénarios d'émission de gaz à effet de serre sont consultables sur un site dédié publié par Météo-France en novembre 2022.
| Mois                                  | jan.         | fév.             | mars        | avril         | mai           | juin        | jui.           | août        | sep.          | oct.            | nov.          | déc.            | année    |
| ------------------------------------- | ------------ | ---------------- | ----------- | ------------- | ------------- | ----------- | -------------- | ----------- | ------------- | --------------- | ------------- | --------------- | -------- |
| Température minimale moyenne (°C)     | 2,2          | 2,2              | 4,3         | 6,4           | 10,1          | 13,3        | 15,3           | 14,8        | 11,5          | 8,7             | 5,1           | 2,7             | 8        |
| Température moyenne (°C)              | 4,9          | 5,7              | 8,8         | 11,7          | 15,4          | 18,7        | 20,8           | 20,6        | 16,8          | 12,8            | 8,2           | 5,3             | 12,5     |
| Température maximale moyenne (°C)     | 7,7          | 9,2              | 13,4        | 16,8          | 20,7          | 24,1        | 26,5           | 26,4        | 22,2          | 17              | 11,3          | 8               | 16,9     |
| Record de froid (°C) date du record   | −12 08.01.10 | −11,6 07.02.1991 | −8 01.03.05 | −3 06.04.21   | 0 06.05.19    | 4 12.06.05  | 7,5 04.07.1990 | 7 21.08.14  | 3 25.09.02    | −3,5 30.10.1997 | −9 24.11.1998 | −9,5 29.12.1996 | −12 2010 |
| Record de chaleur (°C) date du record | 16 13.01.04  | 22 27.02.19      | 26 31.03.21 | 28,5 25.04.07 | 32,5 28.05.17 | 37 27.06.11 | 40 31.07.20    | 41 06.08.03 | 33,5 14.09.20 | 29 01.10.11     | 22 06.11.18   | 18 16.12.1989   | 41 2003  |
| Précipitations (mm)                   | 49,9         | 46,3             | 46,4        | 48,2          | 66,7          | 56,1        | 55,2           | 60          | 49,1          | 56,1            | 56,6          | 65,5            | 656,1    |

## Urbanisme

### Typologie
Au 1er janvier 2024, Limeil-Brévannes est catégorisée grand centre urbain, selon la nouvelle grille communale de densité à sept niveaux définie par l'Insee en 2022.
Elle appartient à l'unité urbaine de Paris, une agglomération inter-départementale regroupant 407  communes, dont elle est une commune de la banlieue,,. Par ailleurs la commune fait partie de l'aire d'attraction de Paris, dont elle est une commune du pôle principal,. Cette aire regroupe 1 929 communes,.

## Toponymie
Anciennement attestée: Limolium, Limuel, Brevane.
Limeil du gaulois lemo (l'orme) et du suffixe -ialo (village), et correspondrait au « village de l'orme ». C'est le bourg principal situé sur la hauteur.
Brévannes s'écrit Beuvrannes en 1370 et serait formé du radical gaulois bebros (le castor) devenant brévo par métathèse et du suffixe celtique -onne (cours d'eau, ruisseau) et correspondrait au « ruisseau du castor ». Cet ancien hameau est situé dans la plaine, anciennement marécageuse.

## Histoire

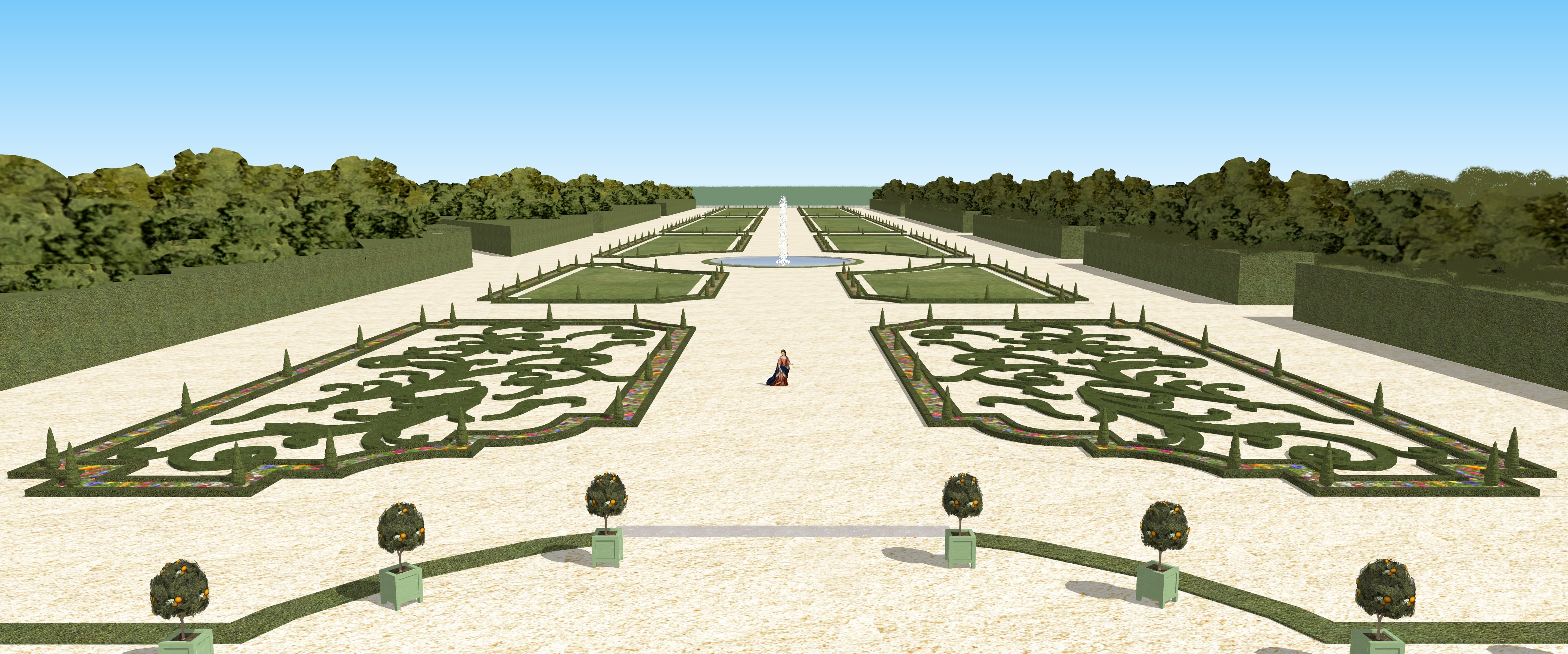
Schéma restituant le grand parterre du château de Limeil.

Une nécropole et une voie gallo-romaine, retrouvés lors de fouilles en 1860, sont les témoins de la période antique.
Limeil-Brévannes est le résultat de la fusion du hameau de Brévannes (sur le bas de la ville, au nord-est de l'Hôpital Émile-Roux) et de Limeil (sur le plateau, au sud-ouest du Parc-de-Limeil et de la LGV de Villeneuve-Saint-Georges à Moisenay) entre 1790-1794.
En 1942 un camp de jeunesse « Maréchal Pétain » géré par Robert Hersant et Jean-Marie Balestre est installé a Limeil-Brévannes.
Jusqu'à la création du département du Val-de-Marne en janvier 1968, Limeil-Brévannes était une commune du département de Seine-et-Oise.

## Politique et administration

### Rattachements administratifs et électoraux
Jusqu’à la loi du 10 juillet 1964, la commune faisait partie du département de Seine-et-Oise. Le redécoupage des anciens départements de la Seine et de Seine-et-Oise fait que la commune appartient désormais au Val-de-Marne à la suite d'un transfert administratif effectif le 1er janvier 1968.
La commune faisait partie depuis 1984 du canton de Boissy-Saint-Léger. Dans le cadre du redécoupage cantonal de 2014 en France, la commune fait désormais partie du canton de Villeneuve-Saint-Georges.

### Intercommunalité
La commune était, jusqu'en 2015, membre de la communauté d'agglomération Plaine centrale du Val-de-Marne.
Dans le cadre de la mise en œuvre de la volonté gouvernementale de favoriser le développement du centre de l'agglomération parisienne comme pôle mondial est créée, le 1er janvier 2016, la métropole du Grand Paris (MGP), dont la commune est membre.
La loi portant nouvelle organisation territoriale de la République du 7 août 2015 prévoit également la création de nouvelles structures administratives regroupant les communes membres de la métropole, constituées d'ensembles de plus de 300 000 habitants, et dotées de nombreuses compétences, les établissements publics territoriaux (EPT).
La commune a donc également été intégrée le 1er janvier 2016 à l'établissement public territorial Grand Paris Sud Est Avenir, qui succède notamment à la communauté d'agglomération Plaine centrale du Val-de-Marne.

### Administration municipale
Depuis mai 2007, tous les conseils municipaux sont diffusées en direct sur le site internet de la commune après une période d'essai depuis décembre 2006 où les conseils ont été enregistrés avant d'être diffusés le lendemain du conseil.

### Liste des maires
| Période   | Période                   | Identité                 | Étiquette           | Qualité |
| --------- | ------------------------- | ------------------------ | ------------------- | --- |
| 1944      | mai 1953                  | Marius Dantz (1897-1963) | PCF                 | Artisan maroquinier Maire (1935 → 1939) Réélu en 1945 et 1947                                                                                            |
| mai 1953  | mars 1965                 | Maurice Pierre Mobillon  | PCF                 | |
| mars 1965 | mars 1971                 | Marcel Roger Biron       | DVD                 | |
| mars 1971 | février 1984              | Guy Berjal (1934-1986)   | PCF                 | Médecin, chercheur à l'INSERM Réélu en 1977 et 1983 |
| mars 1984 | juin 1995                 | Gérard Bessière          | RPR                 | Conseiller général de Boissy-Saint-Léger (1985 → 1994) Élu à la suite d'une élection municipale partielle Réélu en 1989 et 1992                          |
| juin 1995 | mars 2014                 | Joseph Rossignol         | PS puis PG puis DVG | Cadre SNCF Député du Val-de-Marne (3e circ.) (2000 → 2002) Conseiller général de Boissy-Saint-Léger (2008 → 2015) Réélu en 2001 et 2008                  |
| mars 2014 | En cours (au 29 mai 2020) | Françoise Lecoufle       | UMP → LR            | Chef d'entreprise Conseillère départementale de Villeneuve-St-Georges (2015 → ) Vice-présidente de l'EPT GPSEA (2016 → ) Réélue pour le mandat 2020-2026 |

### Politique environnementale

#### Parcs et jardin
- Le Parc Léon Bernard : Situé en plein centre-ville, ce parc de 2,5 hectares est ouvert au public depuis le printemps 2008. Véritable axe vert reliant le haut et le bas de la ville, le parc a depuis été largement adopté par les Brévannais qui viennent régulièrement s’y promener.
- Le Parc urbain de Saint Martin : Au cœur du quartier Saint Martin, des allées accessibles à tous ont  été réalisées, avec la mise en place d’un éclairage. Un belvédère destiné à valoriser les vues sur le parc et sur des points d’horizon remarquables (bois de Vincennes, Paris, la Plaine de Créteil, etc.) a été créé, tandis qu’ont été plantés 1 777 arbustes et 182 d’arbres dont une trentaine caractéristiques de la région Île-de-France pour renforcer la biodiversité locale.
- Le parc de la Mairie : Jouxtant l’Hôtel de Ville, ce parc accueille des aires de repos, des tables de ping-pong et depuis février 2015 des agrès de Work out.
- Le Square du Belvédère : Situé à l’angle de la rue Gutenberg et de la rue du Vieux Louvre, le square du Belvédère est agrémenté de jeux pour enfants.
- L'ancienne voie de chemin fer :  La coulée verte communale, voie piétonnière et cyclable, construite par la ville en 2000, est longue de 2 km et relie Limeil-Brévannes à Boissy-Saint-Léger sur  l'ancienne voie ferrée de Paris-Bastille à Marles-en-Brie entre les voies de garage de la  station terminus de Boissy-Saint-Léger du RER A et la partie de cette ancienne ligne utilisée par le TGV. Agréable pour la promenade, pratique pour les cyclistes, elle est également équipée d’un parcours sportif. Ce chemin de randonnée est relié à la coulée verte régionale « Tégéval » dont la partie aménagée se termine en 2022 à l'orée du bois de Granville (forêt domaniale de la Grange, partie du Massif forestier de l'Arc Boisé) à l'intérieur duquel il se prolonge par des chemins non revêtus.

Coulée verte de l’ancienne ligne
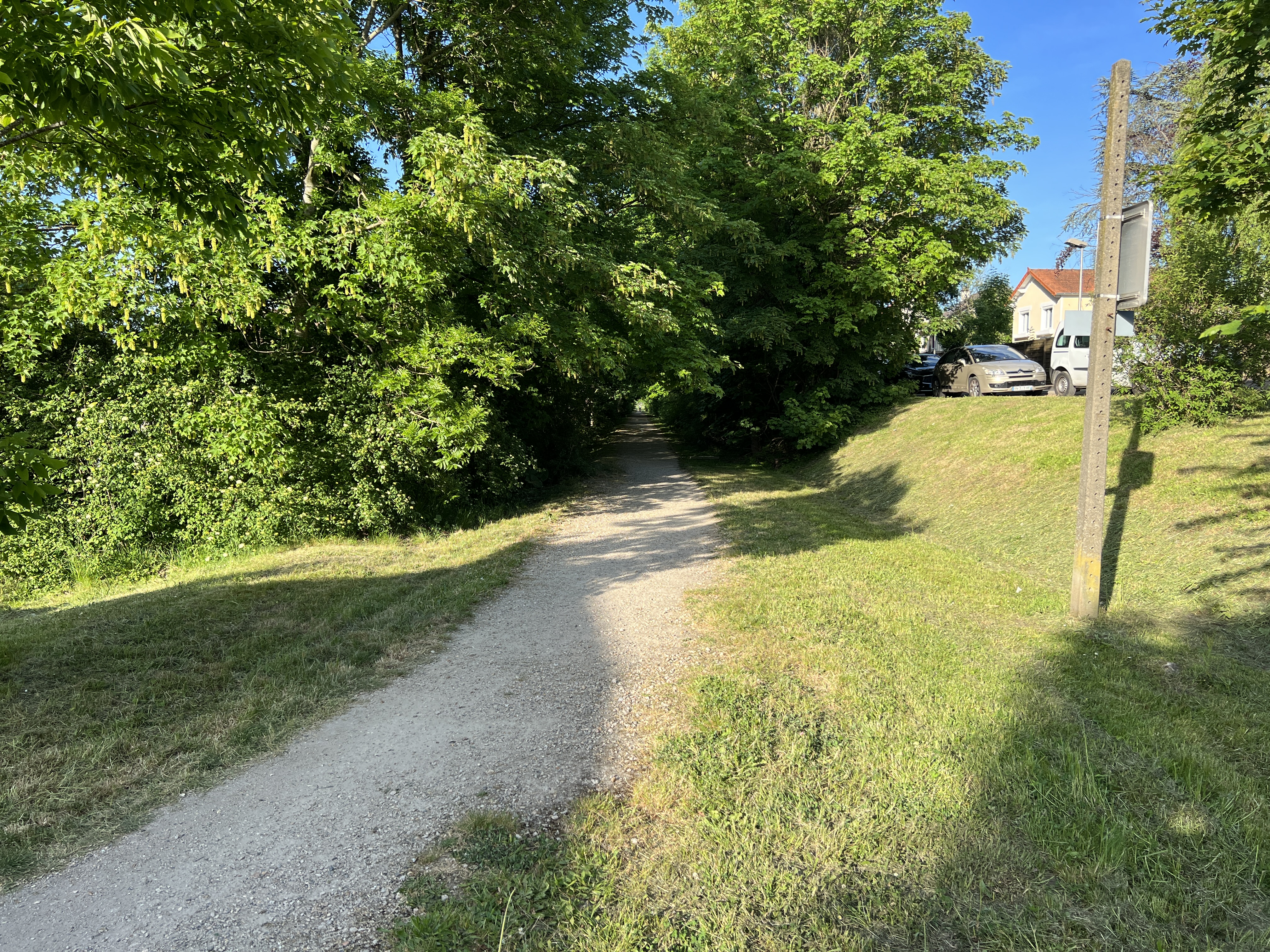
Chemin de l’ancienne ligne le long de la rue Denis-Papin
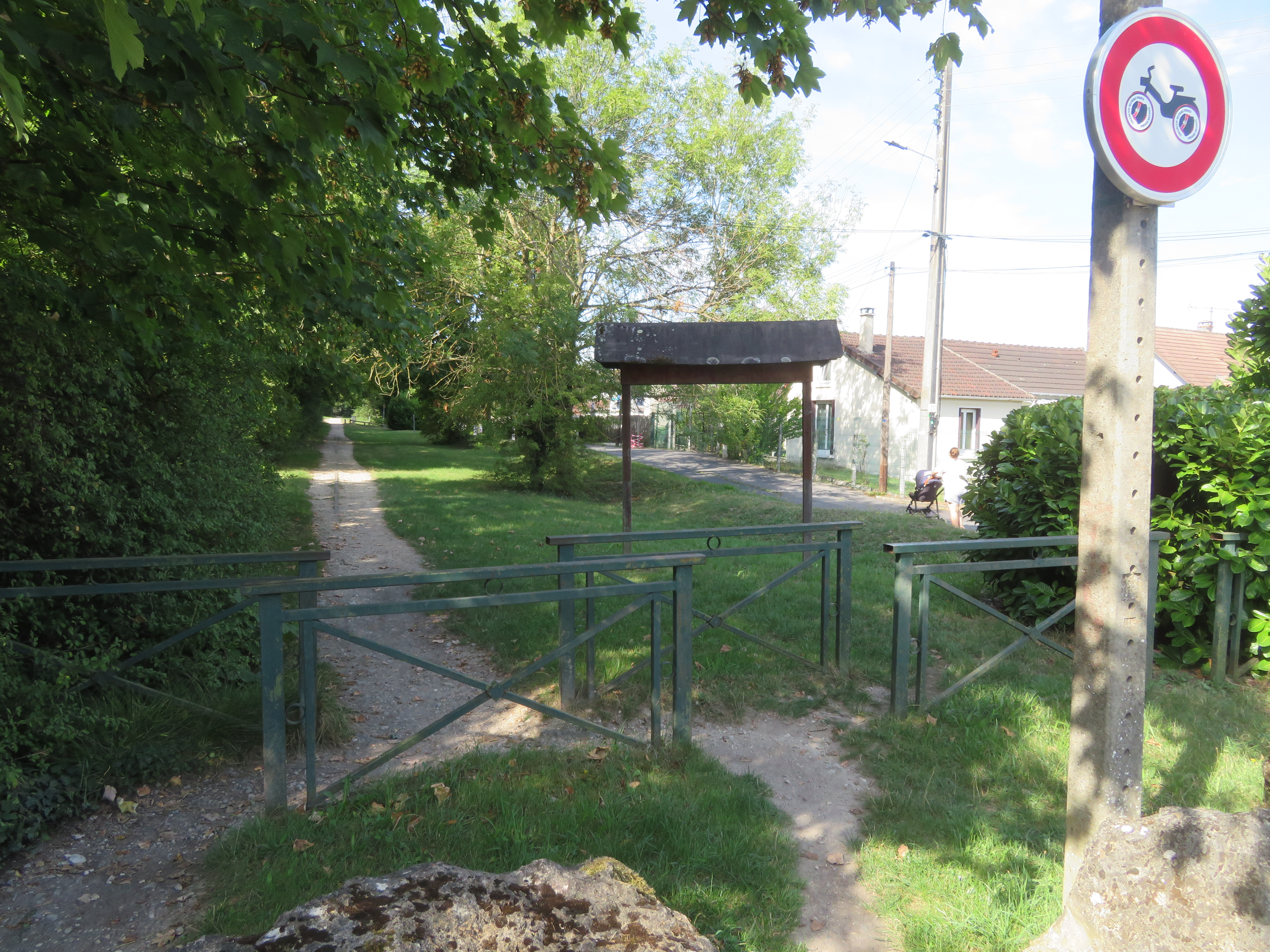
Croisement avec la rue du Tertre
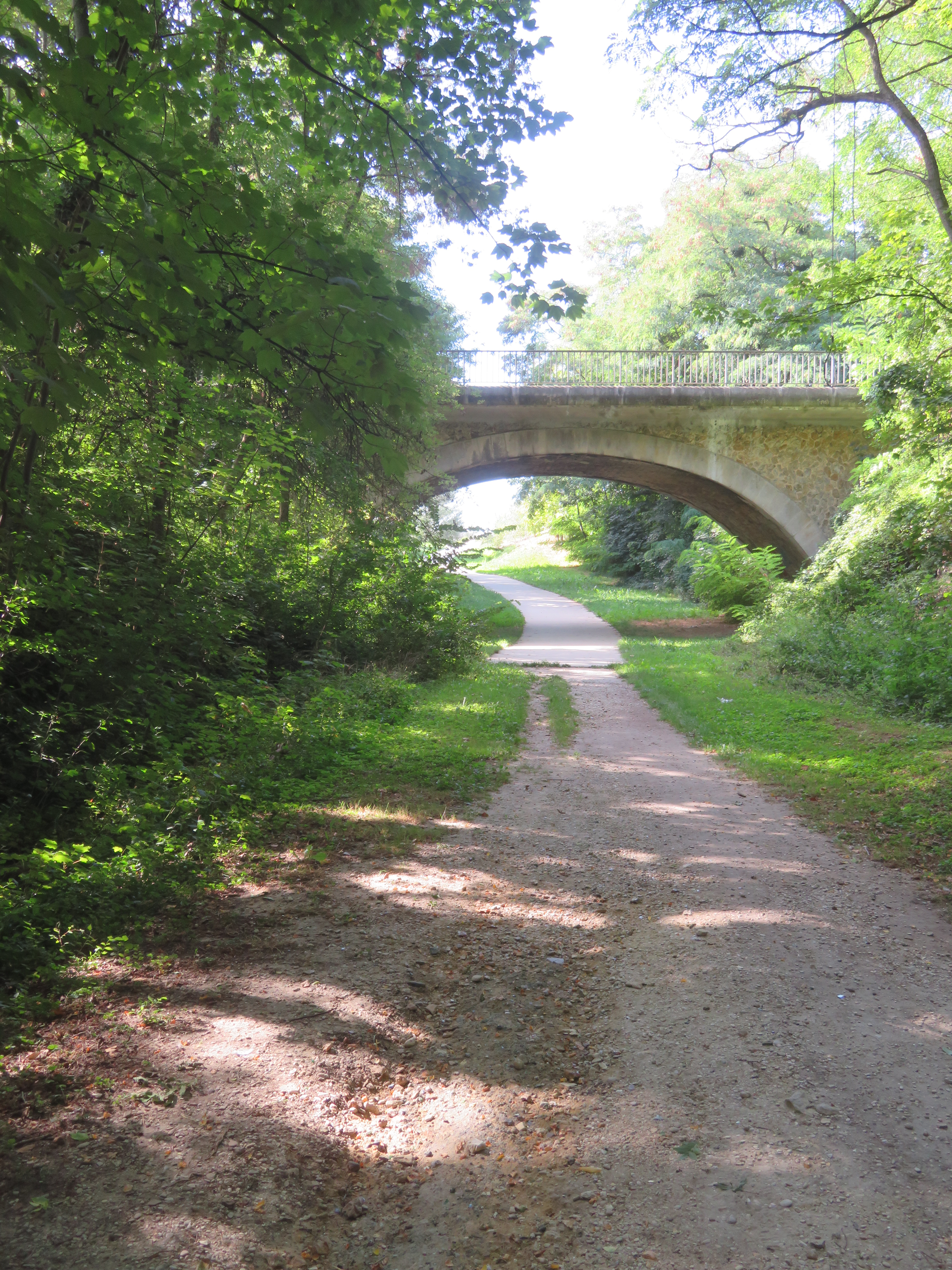
Sous le pont de l'avenue Descartes
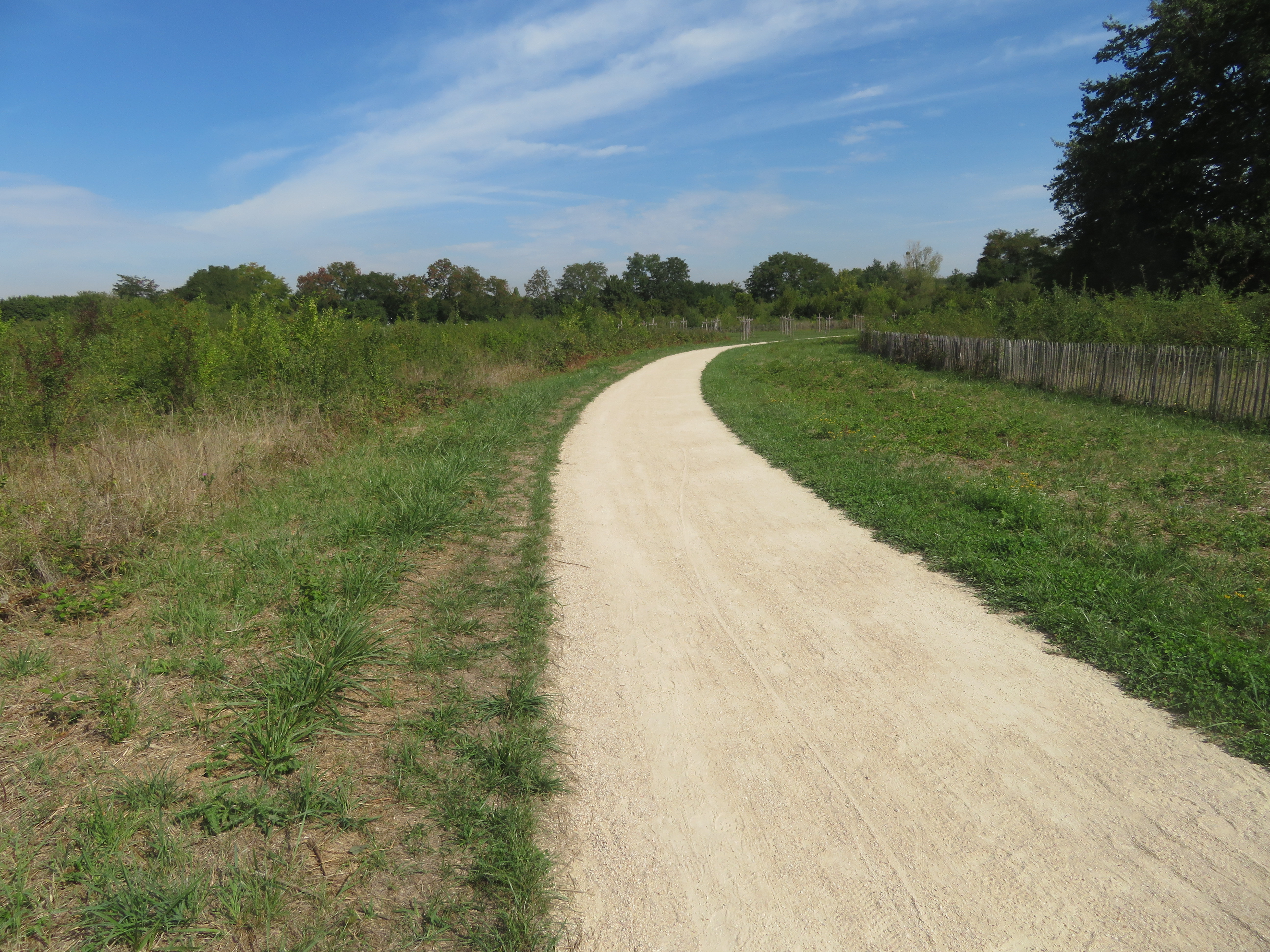
Tegeval vers le bois de Granville

- La coulée verte Tégéval : La Tégéval traverse huit communes à travers le sud-est de la région parisienne. D’une surface totale de 100 ha pour un linéaire de 20 km, c’est une liaison verte en cours d'aménagement en 2022 destinée aux piétons, aux personnes à mobilité réduite et aux cyclistes. En 2022, la Tégéval traverse le parc Saint-Martin sur un tronçon non fléché et se termine rue Pasteur en haut de ce parc. Au-delà, Tégéval est encore en projet jusqu'à l'avenue Descartes où l'on retrouve une voie verte de 1 km jusqu'à l'orée du bois de Granville. Tégéval traverse ensuite la forêt domaniale de la Grange par un parcours sinueux jusqu'à la limite communale de Villecresnes (route de la Grange) sur des chemins non revêtus comprenant un passage étroit sous la route départementale 204.
- Le Parc de l'Hôpital Emile Roux : L’ancien château de Brévannes, qui appartient à l’Assistance publique des hôpitaux de Paris, est doté d’un parc arboré d’une superficie de plusieurs hectares. Après discussion, la municipalité a réussi à obtenir en 2015, l’ouverture du parc au public pour des évènements, afin que les Brévannais puissent profiter de ce bel espace de verdure.

#### Forêt domaniale de La Grange

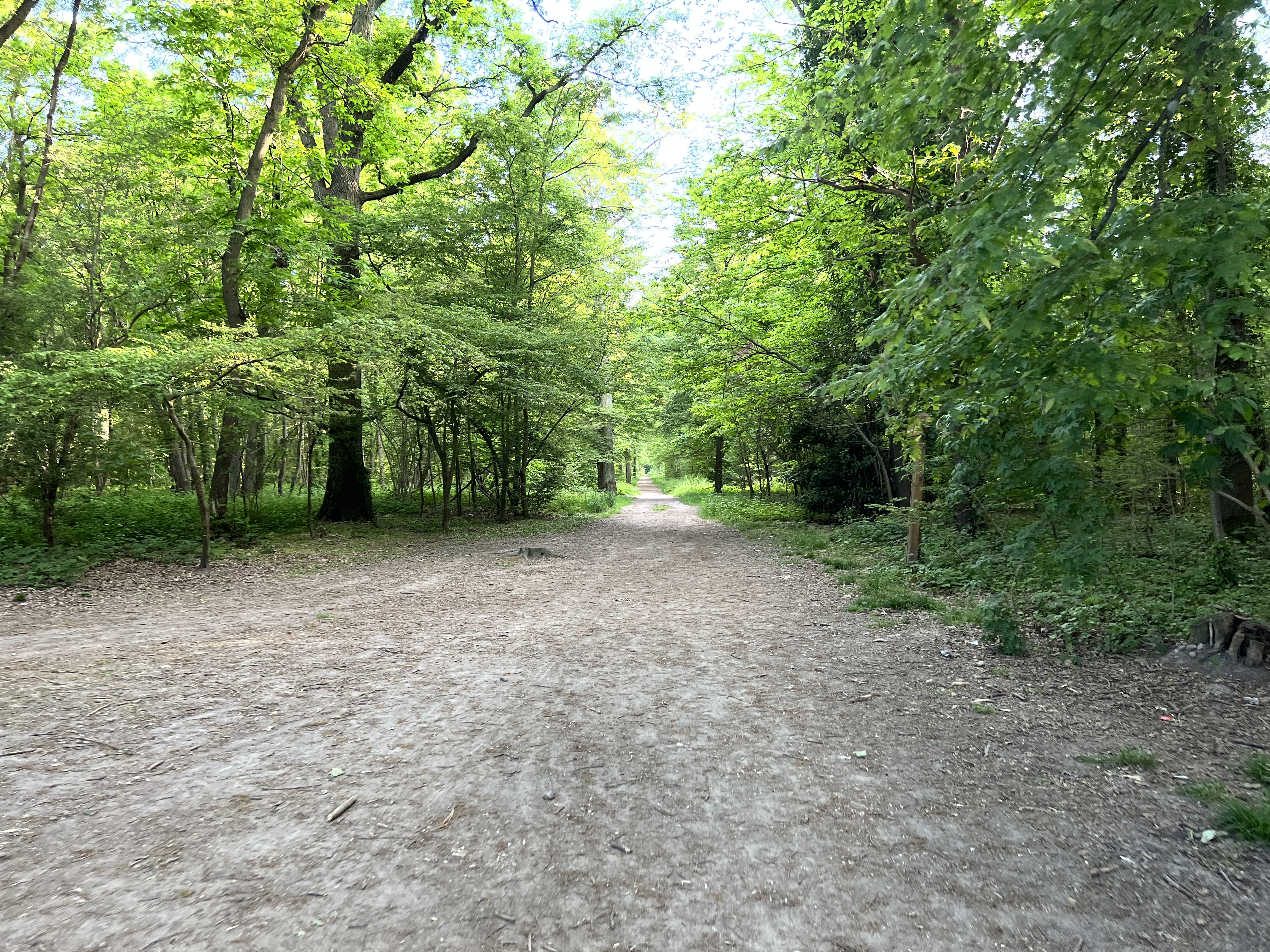
La forêt de la Grange.

Couvrant 18 % du territoire communal (soit 110 hectares), la forêt de la Grange constitue un vaste espace naturel entièrement ouvert au public. Entretenue par les agents de l’Office National des Forêts, elle est classée en « forêt de protection » et fait partie du massif de l’Arc Boisé, protégé par une charte forestière. On y trouve différentes variétés d'arbre : châtaigniers (65 %), chênes sessiles ou pédonculés (11 %), bouleaux (11 %), autres feuillus - frênes, hêtres (11 %), résineux divers (2 %), ...

#### Controverses autour du centre de tri (2002-2011)
En 2002, la société LGD, installe, sans autorisation, un centre de tri de déchets à Limeil-Brévannes. Un arrêté provisoire d'exploitation valable jusqu'en 2004 est accordé en 2003. En 2008 devant les nuisances, la municipalité entame une procédure à l'encontre de LGD, mais la préfecture déboute la démarche de la municipalité. En 2011, le tas de déchets accumulés atteint 25 mètres de haut et dépasse 250 000 tonnes et plusieurs incendies se déclarent dans le tas de déchets. La société LGD est placée en redressement judiciaire. En septembre 2011, la ministre de l'Écologie Nathalie Kosciusko-Morizet se rend sur place et lance les travaux d'évacuation des détritus.

## Population et société

### Démographie
L'évolution du nombre d'habitants est connue à travers les recensements de la population effectués dans la commune depuis 1793. Pour les communes de plus de 10 000 habitants les recensements ont lieu chaque année à la suite d'une enquête par sondage auprès d'un échantillon d'adresses représentant 8 % de leurs logements, contrairement aux autres communes qui ont un recensement réel tous les cinq ans,.

En 2022, la commune comptait 27 806 habitants, en évolution de +4,13 % par rapport à 2016 (Val-de-Marne : +3 %, France hors Mayotte : +2,11 %).
| 1793 | 1800 | 1806 | 1821 | 1831 | 1836 | 1841 | 1846 | 1851 |
| ---- | ---- | ---- | ---- | ---- | ---- | ---- | ---- | ---- |
| 295  | 355  | 339  | 394  | 367  | 383  | 374  | 423  | 321  |

| 1856 | 1861 | 1866 | 1872 | 1876 | 1881 | 1886  | 1891  | 1896  |
| ---- | ---- | ---- | ---- | ---- | ---- | ----- | ----- | ----- |
| 357  | 390  | 480  | 460  | 600  | 612  | 1 066 | 1 458 | 1 527 |

| 1901  | 1906  | 1911  | 1921  | 1926  | 1931  | 1936  | 1946  | 1954  |
| ----- | ----- | ----- | ----- | ----- | ----- | ----- | ----- | ----- |
| 1 661 | 2 621 | 3 504 | 4 391 | 4 934 | 5 821 | 5 865 | 6 717 | 7 547 |

| 1962  | 1968   | 1975   | 1982   | 1990   | 1999   | 2006   | 2011   | 2016   |
| ----- | ------ | ------ | ------ | ------ | ------ | ------ | ------ | ------ |
| 8 377 | 11 456 | 16 496 | 16 566 | 16 070 | 17 529 | 18 957 | 20 663 | 26 703 |

| 2021   | 2022   | - | - | - | - | - | - | - |
| ------ | ------ | - | - | - | - | - | - | - |
| 27 999 | 27 806 | - | - | - | - | - | - | - |

### Enseignement
Associations de parents d'élèves sur la ville : APEL, API, FCPE, GIPE (Groupement Indépendant des Parents d’Élèves), PEEP.

## Économie

### Entreprises et commerces
- Sodern
- Philips
- Commissariat à l'énergie atomique (jusqu'en 1999)

## Culture locale et patrimoine

### Lieux et monuments
- L'église Saint-Martin de Limeil-Brévannes. Sa construction remonte au XIIIe siècle. Au XIXe siècle, sa tour subit une importante restauration qui altère son allure. En 1965, de nouveaux travaux restaurent la tour-clocher sous sa forme originelle.
- L'église Sainte-Madeleine de Limeil-Brévannes.

#### Du château de Brévannes à l'hôpital Émile-Roux

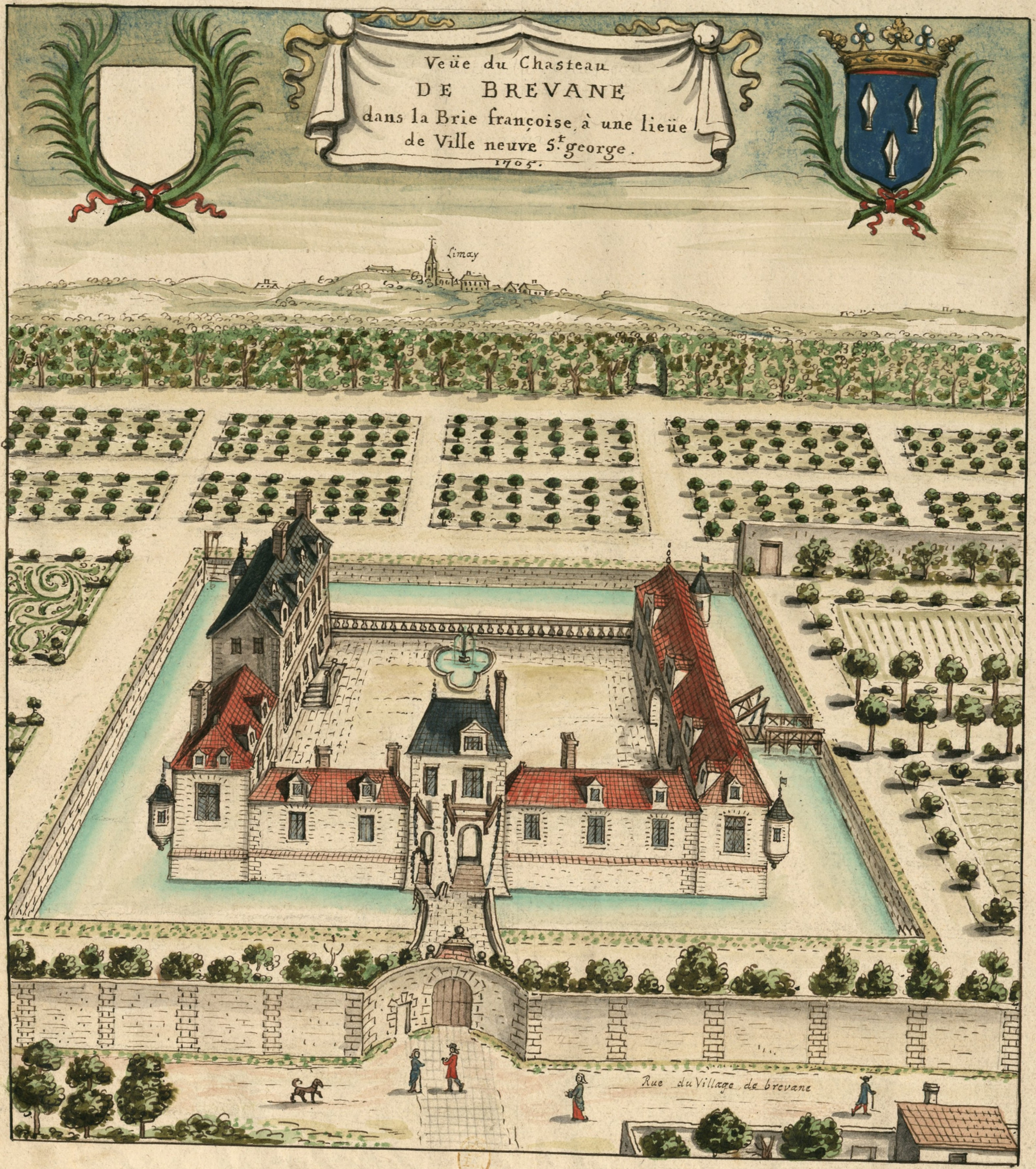
L'ancien château en 1705.

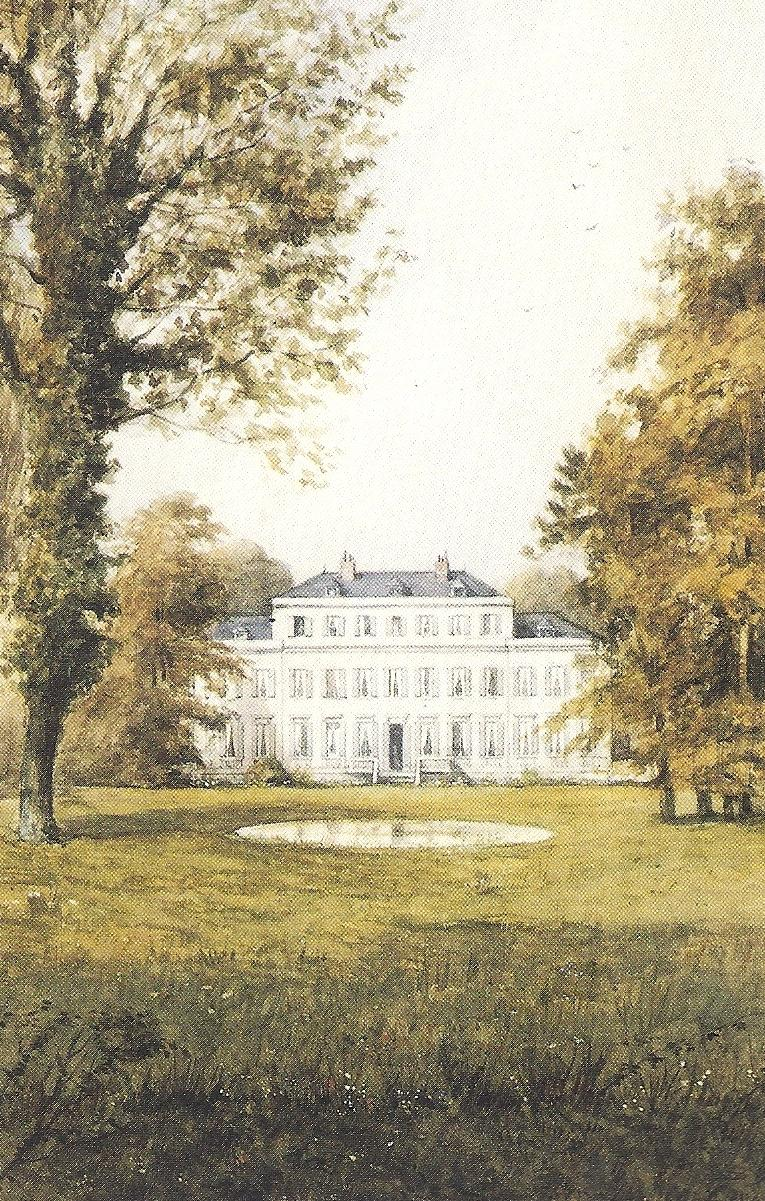
Le nouveau château de Brévannes, à l'époque des Sarchi, peinture du XIXe siècle.

La présence d'un château médiéval avec tours, douves, échauguettes est attestée depuis le début du XIVe siècle et appartient à la famille de Corbie. Sous Louis XIV, les jardins sont dessinés par Le Nôtre.
Marc Henri Le Pileur de Brévannes, conseiller du roi, président en la Chambre des comptes de Paris, achète en 1786 le vieux château en mauvais état. Il ordonne sa démolition et fait construire cette « élégante bâtisse de style Louis XVI ». Il n'en profite guère, car au début de la Révolution, pour échapper à l'arrestation, il doit fuir à l'étranger. À son retour d'émigration, il vend le domaine.
En 1803, le château est acheté par Pierre Marie Muguet de Varange, fils d'une famille bourgeoise lyonnaise issue d'un maître passementier. Pierre-Marie de Varange est né à Lyon vers 1759 et y épouse le 15 août 1791 Marie Caroline Andrieu de Turdine, fille d'un négociant. Sous l'Empire, il devient receveur général puis régent de la Banque de France, et baron en 1810. Il est maire de Limeil-Brévannes de 1806 à 1817. Il est mort le 12 décembre 1818 à Paris, 8 rue d'Orléans. Il est inhumé au cimetière de Limeil-Brévannes.
Le château est occupé par les Autrichiens en 1814. En 1823, il est acquis par le banquier Jean-Charles Clarmont.
En 1824, il devient la propriété du philologue hébraïque Philippe Sarchi (1765-1830), puis il passe à son fils l'agent de change Philippe Benoit Sarchi (1800-1864), et à sa veuve qui l'habite jusqu'en 1870. Après la guerre de 1870, il est occupé par les troupes prussiennes.
Le Prince Achille Murat (1801-1847), neveu de Napoléon Ier, achète la propriété en 1874 et la fait remettre en état. Passionné de jeu de cartes, il l'aurait perdue au profit du baron Rodolphe Hottinguer (1835-1920), riche banquier parisien qui ne s'intéresse pas à la propriété.
En 1883, le domaine est acheté par l'Assistance Publique pour y faire un hospice avec dispensaire pour les personnes âgées. Il est agrandi en 1886 pour y faire un quartier réservé aux ménages. Un quartier complémentaire est construit en 1891 pour les malades chroniques. En 1907, un ensemble de bâtiments réservés aux malades tuberculeux est édifié par l'architecte Paul-Louis Renaud. Un quartier réservé aux enfants malades est construit, c'est le pavillon Léon Bernard. Un sanatorium est construit vers 1915. L'ensemble s'appelle actuellement l'hôpital Émile-Roux.
Il est classé monument historique depuis 1980.

### Personnalités liées à la commune
- Philippe Sarchi
- René Alexandre
- Joseph Rossignol
- Émile Oudet, membre du conseil de la Commune de Paris de 1871, né à Brévannes en 1826
- Fortuné Henry, poète et journaliste, membre du conseil de la Commune de Paris de 1871, enterré à Brévannes en 1882
- Émile Henry, fils du précédent, militant anarchiste, auteur de l'attentat de l'hôtel Terminus, guillotiné en 1894 ; a vécu avec sa mère à Brévannes à partir de 1882
- Jean-Charles Fortuné Henry, militant anarchiste, frère du précédent, né à Brévannes en 1869
- Robert Ozanne, acteur français mort au sanatorium de Limeil-Brévannes (1902-1941)
- Alfred Boudard, créateur de la marque ASBA, matériel de percussion
- Paul Heusy (1834-1915), peintre belge, mort dans la localité
- Angèle Le Hen (1894-1945), résistante communiste déportée a vécu à Brévannes avec sa famille à partir de 1919
- Jane Bathori (1877-1970), cantatrice française, décédée à Brévannes.
- Isabelle Plancke (1910-1997), nageuse et première Française à obtenir le brevet de maître-nageur en 1929, y est décédée en 1997.

### Héraldique, logotype et devise
|  | Les armes de Limeil-Brévannes se blasonnent ainsi : Parti : au premier d'azur au lion d'or, au second bandé d'azur et d'or ; le tout sommé d'un chef d'azur chargé d'une aigle romaine d'or, la tête contournée, empiétant un foudre du même. |